# Fellow Travelers
Fellow Travellers (bra: Companheiros de Viagem) é uma minissérie de televisão americana de romance histórico e thriller político baseada no romance homônimo de 2007 de Thomas Mallon. Estrelado por Matt Bomer e Jonathan Bailey, centra-se no romance de décadas entre dois homens que se conheceram durante o auge do macarthismo na década de 1950. A série estreou em 29 de outubro de 2023, na Showtime, após um lançamento em 27 de outubro na Paramount+ com Showtime.

## Premissa
Depois de um encontro casual em Washington, D.C., na década de 1950, Hawkins Fuller (Bomer) e Timothy Laughlin (Bailey) iniciam um romance volátil que abrange "os protestos contra a Guerra do Vietnã na década de 1960, o hedonismo disco alimentado pelas drogas da década de 1970 e a crise da AIDS da década de 1980, enquanto enfrentam obstáculos no mundo e em si mesmos".

## Elenco

### Principal
- Matt Bomer como Hawkins Fuller, um veterano da Segunda Guerra Mundial e oficial do Departamento de Estado que esconde vigilantemente sua homossexualidade
- Jonathan Bailey como Tim Laughlin, um jovem e idealista funcionário do Congresso que se envolve com Hawkins
- Jelani Alladin como Marcus Hooks,[4] um repórter gay afro-americano que se irrita com a segregação não oficial da década de 1950 em Washington, D.C.
- Linus Roache como o senador Wesley Smith, uma figura paterna de Hawkins e oponente do macarthismo (baseado em parte em Lester C. Hunt)
- Noah J. Ricketts como Frankie Hines, uma drag queen autoconfiante e interesse amoroso de Marcus
- Allison Williams como Lucy Smith, filha do senador Smith e amiga de infância de Hawkins

### Recorrente
- Will Brill como Roy Cohn[5]
- Chris Bauer como senador Joseph R. McCarthy[5]
- Matt Visser como David Schine[5]
- Christine Horne como Jean Kerr, assessora do senador McCarthy e mais tarde de sua esposa[5]
- Erin Neufer como Mary Johnson, uma secretária enrustida no escritório de Hawkins e amiga de Tim[5]
- Keara Graves como Miss Addison, uma secretária do escritório de Hawkins que acredita verdadeiramente no macarthismo
- Chelsea Russell como Stormé
- Andy Milne como Andre, pianista do Cozy Corner
- David Tomlinson como Eddie Kofler[6]
- Jane Moffat como Helen Smith, esposa do senador Smith
- Mike Taylor como Leonard Smith, filho do senador Smith e irmão de Lucy
- Rosemary Dunsmore como Estelle, mãe de Hawkins
- Michael Therriault como Fred Treband, um investigador que trabalha para expurgar funcionários homossexuais do governo dos Estados Unidos
- Jude Wilson como Jerome, um jovem de São Francisco acolhido por Marcus e Frankie
- Brittany Raymond e Teagan Sellers como a adulta e adolescente Kimberly, filha de Hawkins e Lucy
- Etienne Kellici como Jackson, filho de Hawkins e Lucy
- Morgan Lever como Craig, o "boy toy" de Hawkins em Fire Island

## Episódios
| N.º | Título                               | Dirigido por     | Telepeça por                                                             | Exibição original      |
| --- | ------------------------------------ | ---------------- | ------------------------------------------------------------------------ | ---------------------- |
| 1 | "You're Wonderful"                   | Daniel Minahan   | Ron Nyswaner                                                             | 29 de outubro de 2023  |
| Na Washington dos anos 1950, Hawkins Fuller é um herói de guerra subindo na hierarquia do Departamento de Estado, flertando com mulheres enquanto desfruta de sexo clandestino com homens e evita envolvimentos emocionais. Tudo muda quando Hawk conhece o religioso Tim Laughlin: eles iniciam um caso que os coloca em perigo. Em 1986, o casado Hawk recebe um pacote misterioso e decide que precisa ver Tim. Estreia da série. |                                      |                  |                                                                          |                        |
| 2 | "Bulletproof"                        | Daniel Minahan   | Dee Johnson                                                              | 5 de novembro de 2023  |
| Quando o Departamento de Estado inicia investigações sobre supostos homossexuais, Hawk se distancia de Tim, que questiona sua fé. A colega de Hawk, Mary, fica sob suspeita. O jornalista Marcus perde o emprego após uma disputa com Roy Cohn, mas é consolado pelo artista drag Frankie. Precisando de cobertura, Hawk se aproxima de Lucy Smith. Na década de 1980 , em São Francisco, Hawk observa a vida gay na crise da AIDS quando a irmã de Tim o proíbe de ver Tim.                                                                 |                                      |                  |                                                                          |                        |
| 3 | "Hit Me"                             | Destiny Ekaragha | Telepeça por: Brandon K. Hines & Jack Solomon História por: Ron Nyswaner | 12 de novembro de 2023 |
| Hawk e Tim partem em uma viagem que azeda quando Tim percebe que Hawk está usando a viagem para desenterrar sujeira sobre os inimigos do senador Smith. O encontro de Marcus e Frankie com um segurança racista quase os separa. Roy está desesperado para impedir que David seja convocado e Jean Kerr questiona a masculinidade de McCarthy. Na São Francisco dos anos 80, Tim recusa o perdão até que uma emergência médica dá a Hawk a oportunidade de provar que é digno dele.                                                          |                                      |                  |                                                                          |                        |
| 4 | "Your Nuts Roasting on an Open Fire" | James Kent       | Anya Leta                                                                | 19 de novembro de 2023 |
| À medida que o expurgo governamental de homossexuais continua, Hawk enfrenta um teste de polígrafo sobre sua vida sexual e corteja Lucy publicamente enquanto envolve Tim em uma conspiração desesperada para destruir McCarthy e Cohn. Marcus faz as pazes com sua atração pela personalidade feminina de Frankie. David foi convocado e Roy ameaça destruir o Exército. Na década de 1980, em São Francisco, Hawk conhece o filho adotivo de Marcus e Frankie, e Tim recruta Hawk para ajudar seu grupo de ativistas contra a AIDS.        |                                      |                  |                                                                          |                        |
| 5 | "Promise You Won't Write"            | James Kent       | Katie Rose Rogers & Robbie Rogers                                        | 26 de novembro de 2023 |
| A obsessão de Roy Cohn por David Schine leva às audiências televisionadas do Exército-McCarthy e ao escândalo nacional enquanto os aliados de McCarthy atacam o senador Smith, ameaçando expor segredos de família. Hawk tenta proteger Smith enquanto esconde sua vida secreta de Lucy, embora uma tragédia os aproxime. Marcus deve decidir entre seu amor por Frankie e seu novo emprego no Post. Exposto à verdadeira natureza de McCarthy – e Hawk –, Tim toma uma decisão que mudará sua vida sobre seu futuro.                        |                                      |                  |                                                                          |                        |
| 6 | "Beyond Measure"                     | Uta Briesewitz   | Dee Johnson                                                              | 3 de dezembro de 2023  |
| Estamos em 1968 e Tim é um manifestante anti-guerra procurado pelo FBI. Hawk e Lucy têm uma vida tranquila, dois filhos e uma casa de campo – o local perfeito para Tim se esconder. Fora de contato há anos, Hawk quer Tim de volta em sua vida, e Tim – a caminho de se tornar padre – não consegue resistir aos encantos de Hawk. Marcus deixa de lado sua carreira para cuidar de seu pai idoso, enquanto nega a si mesmo o romance. Frankie se torna conselheira de “garotas” deixadas para trás pela sociedade.                        |                                      |                  |                                                                          |                        |
| 7 | "White Nights"                       | Destiny Ekaragha | Ron Nyswaner & Brandon K Hines                                           | 10 de dezembro de 2023 |
| Estamos em 1979 e Tim, agora assistente social em São Francisco, viaja para Fire Island, onde suspeita que Hawk esteja bebendo até morrer após uma tragédia familiar. Hawk leva Tim em um passeio pelo "paraíso gay", entregando-se à dança, às drogas e ao sexo desenfreado até que as coisas piorem. Em São Francisco, Marcus e Frankie são atraídos para a explosão de raiva gay provocada pelo veredicto do julgamento de homicídio de Dan White. A filha adulta de Hawk, Kimberly, desafia Lucy a contar a verdade sobre seu casamento. |                                      |                  |                                                                          |                        |
| 8 | "Make It Easy"                       | Uta Briesewitz   | Telepeça por: Anya Leta & Jack Solomon História por: Ron Nyswaner        | 17 de dezembro de 2023 |
| Em 1957, Hawk e Tim reúnem-se no funeral do Senador McCarthy e tentam, uma última vez, encontrar uma forma de ficarem juntos, mas as pressões da paternidade iminente podem forçar Hawk a cometer um acto de traição. Em São Francisco, em 1986, Hawk busca redenção, acompanhando Tim em uma crise médica e enfrentando Lucy, que chega com um ultimato. Marcus e Frankie ficam surpresos com as notícias sobre seu filho adotivo, Jerome. Tim toma uma decisão difícil que mudará a vida de Hawk para sempre.                              |                                      |                  |                                                                          |                        |

## Produção

### Desenvolvimento
Uma adaptação televisiva do trabalho de Mallon estava em desenvolvimento como uma coprodução de Fremantle para Showtime em outubro de 2021. Showtime deu luz verde oficialmente para a série em abril de 2022, com o roteiro escrito por Ron Nyswaner, que também atua como produtor executivo. Outros produtores executivos incluem Daniel Minahan, que dirige os dois primeiros episódios.

### Elenco
Juntamente com o anúncio do sinal verde em abril de 2022, foi anunciado que Matt Bomer seria o produtor executivo da série e estrelaria como Hawkins Fuller. Allison Williams se juntou ao elenco em junho como Lucy Smith. Foi anunciado em julho que Jonathan Bailey estrelaria ao lado de Bomer como Tim Laughlin.

### Filmagem
A filmagem começou em Toronto em 27 de julho de 2022 e terminou em 9 de dezembro de 2022.

## Lançamento
Episódios da série são lançados na Paramount+ com Showtime dois dias antes de sua estreia no Showtime.

## Recepção

### Resposta crítica
No site agregador de críticas Rotten Tomatoes, 91% das 65 resenhas dos críticos são positivas, com uma classificação média de 8,40/10. O consenso do site diz: "Um romance queer com toda a amplitude e profundidade de um épico, Fellow Travellers é uma vitrine comovente para a química cativante de Matt Bomer e Jonathan Bailey na tela." No Metacritic, a série tem uma pontuação média ponderada de 76 em 100, com base em 25 críticos, indicando "críticas geralmente favoráveis".
Fellow Travellers foi eleito um dos melhores programas de TV de 2023 pela Variety, The Washington Post e The New Yorker.

## Prêmios e indicações
| Ano  | Associações                           | Categoria                                                     | Nomeações                                            | Resultado |
| ---- | ------------------------------------- | ------------------------------------------------------------- | ---------------------------------------------------- | --------- |
| 2023 | Golden Tomato Awards                  | Melhor Minissérie                                             | Fellow Travelers                                     | Venceu    |
| 2024 | Astra TV Awards                       | Melhor Série Limitada                                         | Fellow Travelers                                     | Pendente  |
| 2024 | Astra TV Awards                       | Melhor Ator em Série Limitada ou Telefilme                    | Matt Bomer                                           | Pendente  |
| 2024 | Astra TV Awards                       | Melhor Ator Coadjuvante em Série Limitada ou Telefilme        | Jonathan Bailey                                      | Pendente  |
| 2024 | Astra TV Awards                       | Melhor Roteiro em Série Limitada ou Telefilme                 | Ron Nyswaner (por "You're Wonderful")                | Pendente  |
| 2024 | Black Reel Awards                     | Melhor Atuação Coadjuvante em Telefilme ou Minissérie         | Jelani Alladin                                       | Indicado  |
| 2024 | Black Reel Awards                     | Melhor Atuação Coadjuvante em Telefilme ou Minissérie         | Noah J. Ricketts                                     | Indicado  |
| 2024 | Black Reel Awards                     | Melhor Roteiro em Telefilme ou Minissérie                     | Brandon K. Hines & Ron Nyswaner (por "White Nights") | Indicado  |
| 2024 | Critics' Choice Awards                | Melhor Telefilme ou Minissérie                                | Fellow Travelers                                     | Indicado  |
| 2024 | Critics' Choice Awards                | Melhor Ator em Telefilme ou Minissérie                        | Matt Bomer                                           | Indicado  |
| 2024 | Critics' Choice Awards                | Melhor Ator Coadjuvante em Telefilme ou Minissérie            | Jonathan Bailey                                      | Venceu    |
| 2024 | GLAAD Media Awards                    | Melhor Série Limitada ou Antológica                           | Fellow Travelers                                     | Venceu    |
| 2024 | Globo de Ouro                         | Melhor Minissérie ou Telefilme                                | Fellow Travelers                                     | Indicado  |
| 2024 | Globo de Ouro                         | Melhor Ator em Minissérie ou Telefilme                        | Matt Bomer                                           | Indicado  |
| 2024 | Prêmio Peabody                        | Entretenimento                                                | Fellow Travelers                                     | Venceu    |
| 2024 | People's Choice Awards                | A Performance de TV do Ano                                    | Matt Bomer                                           | Indicado  |
| 2024 | Primetime Emmy Awards                 | Melhor Ator em Minissérie ou Telefilme                        | Matt Bomer                                           | Indicado  |
| 2024 | Primetime Emmy Awards                 | Melhor Ator Coadjuvante em Minissérie ou Telefilme            | Jonathan Bailey (por "Make It Easy")                 | Indicado  |
| 2024 | Primetime Emmy Awards                 | Melhor Roteiro em Minissérie ou Telefilme                     | Ron Nyswaner (por "You're Wonderful")                | Indicado  |
| 2024 | Prêmios Satellite                     | Melhor Minissérie ou Telefilme                                | Fellow Travelers                                     | Indicado  |
| 2024 | Prêmios Satellite                     | Melhor Ator em Minissérie ou Telefilme                        | Matt Bomer                                           | Indicado  |
| 2024 | Prêmios Satellite                     | Melhor Ator Coadjuvante em Minissérie ou Telefilme            | Jonathan Bailey                                      | Venceu    |
| 2024 | Screen Actors Guild Awards            | Melhor Ator em Minissérie ou Telefilme                        | Matt Bomer                                           | Indicado  |
| 2024 | Television Critics Association Awards | Realização Excepcional em Telefilmes, Minisséries e Especiais | Fellow Travelers                                     | Indicado  |